# Siza Dlamini
Siza Dlamini (ur. 2 kwietnia 1976) – suazyjski piłkarz grający na pozycji napastnika.

## Kariera klubowa
Swoją karierę piłkarską Dlamani rozpoczął w klubie Mbabane Highlanders. W 1994 roku zadebiutował w nim w suazyjskiej Premier League. W latach 1995 i 1997 wywalczył z nim dwa tytuły mistrza Suazi. Wraz z zespołem Highlanders zdobył także dwa Puchary Suazi w latach 1997 i 1999.
W 1999 roku Dlamani został zawodnikiem południowoafrykańskiego Bush Bucks FC. Po dwóch latach gry w nim przeszedł do Golden Arrows, w którym spędził trzy i pół roku. Na początku 2005 roku został piłkarzem Durban Stars. Z kolei w sezonie 2006/2007 występował w FC AK Roodeport. W 2007 roku przeszedł do Jomo Cosmos FC z Johannesburga. W 2011 roku zakończył w nim swoją karierę.
| Sezon   | Klub                | Kraj              | Rozgrywki      | Mecze | Bramki |
| ------- | ------------------- | ----------------- | -------------- | ----- | ------ |
| 1994    | Mbabane Highlanders | Eswatini          | Premier League | 7     | 0      |
| 1995    | Mbabane Highlanders | Eswatini          | Premier League | 20    | 3      |
| 1996    | Mbabane Highlanders | Eswatini          | Premier League | 12    | 2      |
| 1997    | Mbabane Highlanders | Eswatini          | Premier League | 21    | 5      |
| 1998/99 | Mbabane Highlanders | Eswatini          | Premier League | 17    | 5      |
| 1999/00 | Bush Bucks FC       | Południowa Afryka | PSL            | 3     | 0      |
| 2000/01 | Bush Bucks FC       | Południowa Afryka | PSL            | 19    | 6      |
| 2001/02 | Golden Arrows       | Południowa Afryka | PSL            | 18    | 4      |
| 2002/03 | Golden Arrows       | Południowa Afryka | PSL            | 14    | 4      |
| 2003/04 | Golden Arrows       | Południowa Afryka | PSL            | 20    | 4      |
| 2004/05 | Golden Arrows       | Południowa Afryka | PSL            | 3     | 1      |
| 2004/05 | Durban Stars        | Południowa Afryka | Mvela League   | 17    | 4      |
| 2005/06 | Durban Stars        | Południowa Afryka | Mvela League   | 25    | 4      |
| 2006/07 | FC AK Roodeport     | Południowa Afryka | Mvela League   | 21    | 6      |
| 2007/08 | Jomo Cosmos FC      | Południowa Afryka | PSL            | 4     | 0      |
| 2008/09 | Jomo Cosmos FC      | Południowa Afryka | PSL            | 4     | 1      |
| 2009/10 | Jomo Cosmos FC      | Południowa Afryka | PSL            | 20    | 4      |
| 2010/11 | Jomo Cosmos FC      | Południowa Afryka | PSL            | 0     | 0      |

## Kariera reprezentacyjna
W reprezentacji Suazi Dlamini zadebiutował w 1997 roku i grał w niej do 2010 roku. Rozegrał w niej 38 meczów i strzelił 9 goli.